# Kashatagh
Kashatagh ou Qashatagh (en arménien Քաշաթաղ) est une ancienne région du Haut-Karabagh, dont la capitale était Berdzor.
La région comptait 7 800 habitants (est. 2010) pour 3 376,6 km2.

## Géographie
La faible population du territoire (moins de 3 hab./km2) s'explique du fait que la région est très montagneuse, mais avec des sommets d'au moins de 2 800 mètres, où les cultures sont difficiles et la terre est très minérale, composée le plus souvent en grande partie de gravillons. Le reste de la région est aride, du fait de la forte érosion des montagnes : au sud il y a ainsi de vastes plaines, ou la végétation est rare, malgré des précipitations correctes, car le sol est constitué de gravillons et de pierres de dimensions variables. 
L'autre raison du faible peuplement s'explique par le conflit avec l'Azerbaïdjan voisin. Aussi, le Kashatagh est une région très pauvre, éloignée des grandes métropoles, et nombreux sont les plus jeunes qui partent travailler en Russie, aux États-Unis, en Australie, et dans une moindre mesure, en Arménie. 
La région est surtout agricole (élevage pastoral, agrumes..), et très faiblement industrialisée.

## Histoire
Créée en 1994, son territoire s'étendait sur les raions de Latchin, Qubadli et Zangilan en Azerbaïdjan, qui ne reconnaisait pas l'indépendance du Haut-Karabagh. 
Lors de la seconde guerre du Haut-Karabagh en 2020, les forces azerbaïdjanaises reconquièrent la partie sud de Kashatagh. Conformément à l'accord de cessez-le-feu du 10 novembre, la région de Latchine est restituée à l'Azerbaïdjan le 1er décembre suivant.

## Étymologie
Kash vient du mot arménien "կաշ"(/kaʃ/) se traduisant par querelle et tagh (թաղ /taʁ/) signifie en même langue quartier[réf. nécessaire].